# فرانكو سيغوفيا
فرانكو سيغوفيا (بالإسبانية: Franco Segovia)‏ (30 يونيو 1988 بتشيلي - ) هو مدرب كرة قدم ولاعب كرة قدم تشيلي في مركز الوسط. لعب مع ديبورتيس ماجالانز.

## وصلات خارجية
- فرانكو سيغوفيا على موقع Soccerway.com (الإنجليزية)